# Homologation de sécurité
 (juillet 2020).
L’homologation de sécurité pour un système d’information vise à permettre  à un responsable d’informer et d’attester aux utilisateurs d’un système d’information des risques éventuels, les prérequis nécessaires lors de la manipulation des informations.

## Recommandations
Recommandée  par l’Agence nationale de la sécurité des systèmes d’information (ANSSI), la démarche d’homologation est un préalable à l’instauration de la confiance dans les systèmes d’information et dans leur exploitation.

## Étapes
Les neuf étapes définies par ANSSI sont :
1. Système d’information a homologuer ;
2. Type de démarche à mettre en œuvre ;
3. Estimation des enjeux de sécurité du système ;
4. Organisation à mettre en place ;
5. Risques pesant sur le système ;
6. Adéquation réalité/analyse ;
7. Mesures de sécurité supplémentaires ;
8. Décision d’homologation ;
9. Structure pour maintenir la sécurité et continuer de l’améliorer ;